# Асбек, Пилу
Йохан Филип (Пилу) Асбек (дат. Johan Philip "Pilou" Asbæk [pʰiˈluː ˈæːsb̥ɛɡ̊]; род. 2 марта 1982) — датский актёр. Прославился по роли проблемного спин-доктора Каспера Юла в датской политической драме «Правительство» и по роли Эурона Грейджоя в сериале «Игра престолов».

## Ранняя жизнь
Асбек родился в Копенгагене, Дания, в семье Патрисии Асбек (дев. Тонн) и Якоба Асбека, которые владеют галереей Galerie Asbæk в Копенгагене. Его мать — франко-марокканского происхождения из Касабланки, Марокко, а его отец из Хаммела, Дания. У него два старших брата, Томас Асбек, творческий консультант в Asbæk Art Consulting, и Мартин Асбек, владелец галереи в Martin Asbæk Gallery.
Асбек пошёл в школу-интернат Херлуфсхольм, где он принимал активное участие в драматических спектаклях. Он окончил Национальную театральную школу Дании летом 2008 года.

## Карьера

### Телевидение
В 2009 году он сыграл солдата Дэвида Грюнера в эпизоде второго сезона другого датского телесериала, «Убийство».
С 2010 по 2013 год играл спин-доктора Каспера Юла в критически похваленном датском телесериале «Правительство» Тобиаса Линдхольма о политике женщины премьер-министра Дании. Игра Асбека была равномерно похвалена критиками.
В 2014 году был взят на роль в высокобюджетном историческом сериале под названием «1864».
В 2016 году присоединится к сериалу канала HBO «Игра престолов» в шестом сезоне в роли Эурона Грейджоя.

### Кино
В 2011 году снялся в ещё одной работе автора «Убийства», сценариста Тобиаса Линдхольма, в фильме «Заключённый R», в роли датского осуждённого, изображающий мучительный тюремный опыт. Фильм был снят в вдохновлённом стиле догмы 95. В следующем году, Асбек снялся в другом фильме Тобиаса Линдхольма под названием «Заложники».
В 2013 году Асбек изобразил яркого датского магната по имени Саймона Списа в фильме «Всё, что вы хотели о знать о сексе и налогах». Асбек снялся в фильме наряду с кузеном своей жены, актёром Николасом Бро, который играет другого главного персонажа, Моунса Глистропа.
В 2014 году Асбек снялся вместе с Скарлетт Йоханссон в фильме Люка Бессона «Люси». Также в 2014 году, Асбек появился в фильме Билле Аугуста «Тихое сердце», в котором его тёща, датская актриса Вигга Бро, играет персонажа Лисбет.
В 2015 году снова сотрудничал с режиссёром Тобиасом Линдхольмом в фильме «Война», играя солдата в Афганистане. Премьера фильма состоялась на Венецианском кинофестивале.
В 2016 году снялся в роли Понтия Пилата в ремейке Тимура Бекмамбетова «Бен-Гур», где главные роли исполнили Джек Хьюстон и Морган Фримен.
В 2017 году так же снялся вместе с Скарлетт Йоханссон в фильме Руперта Сандерса «Призрак в доспехах», исполнив роль оперативника Бато.
В 2018 году снялся в военном фильме ужасов «Оверлорд», сыграв роль гауптштурмфюрера СС Вафнера.

### Театр
- 2008: Люди и разбойники Кардамона / Folk og Røvere i Kardemomme — Bellevue Teatret
- 2008: Ядро / Core — Det Lille Gasværk

### Ведущий

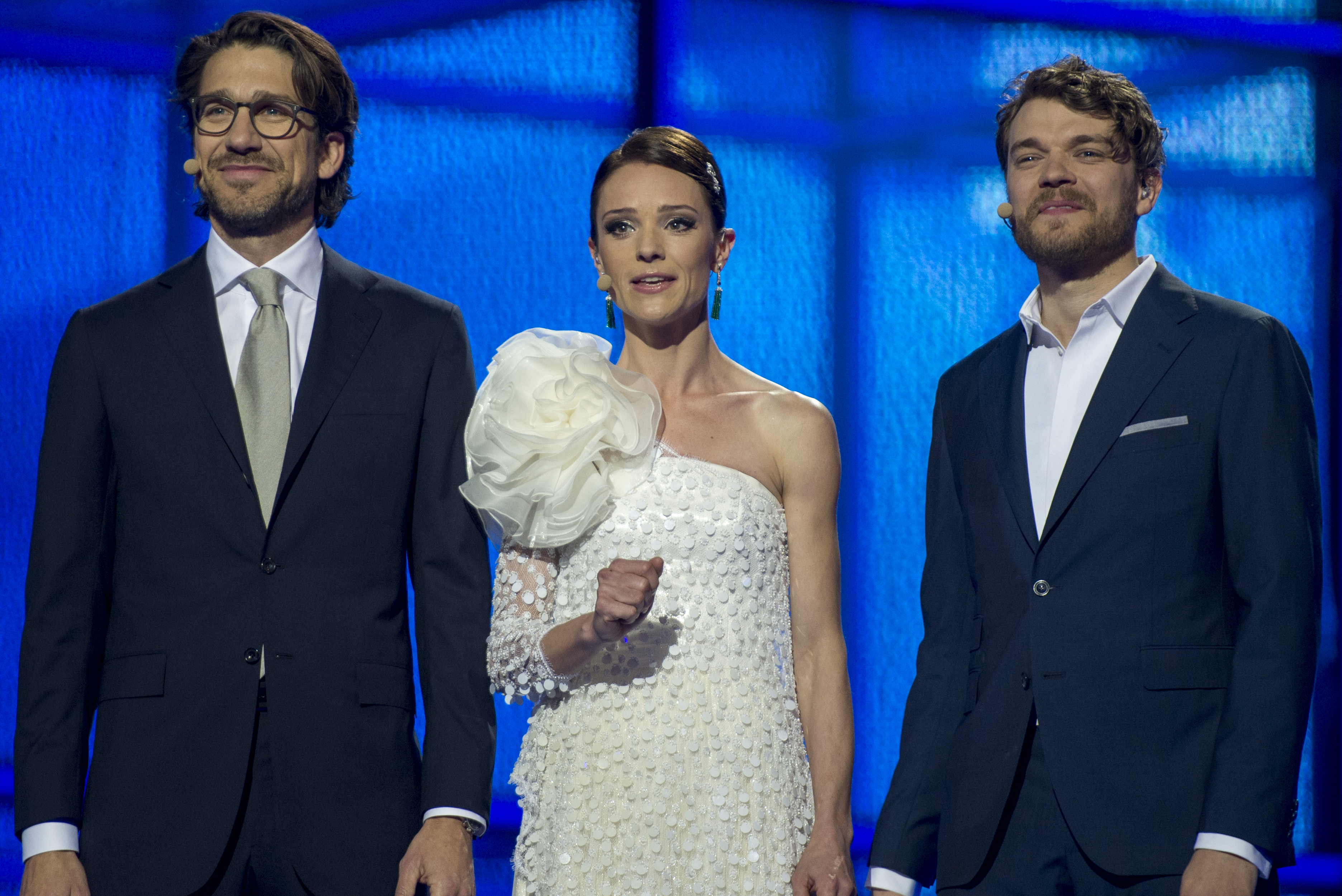
Пилу Асбек (справа) на Конкурсе песни Евровидение

10 мая 2014 года был соведущим Конкурса песни Евровидение 2014 в Копенгагене, вместе с Лиз Ренне и Николай Коппелем. Некоторые критики отрицательно прокомментировали непонятные шутки, которыми делились ведущие в течение телевизионного шоу.

## Личная жизнь
Женой Асбека является драматург Анна Бро, которая была его партнёром с 2008 года. Она — дочь актёров Ханса Хенрика Клеменсена и Вигги Бро, и она из многодетной семьи актёров. У пары есть дочь, Агнес, родившаяся 31 декабря 2012 года.
Прозвище Пилу пришло от французского происхождения его матери, и является французским вариантом слова Pip. Значение прозвища в том, что Асбек был младшим сыном, а в переводе с французского «petit» значит маленький, «Маленький Филип». Пилу — датская аббревиатура от Petit Philip.
Крёстным отцом Асбека был покойный художник Курт Трампедах.

## Награды
- 2010: Датская киноакадемия — Премия «Роберт» за лучшую мужскую роль (Заключённый R)
- 2010: Премия «Бодиль» Датской ассоциации кинокритиков — Премия «Бодиль» за лучшую мужскую роль (Заключённый R)
- 2011: Берлинский кинофестиваль — премия «Падающая звезда»[25]
- 2012: Бронзовая медаль Ове[26]
- 2015: Премия «Бодиль» Датской ассоциации кинокритиков — Премия «Бодиль» за лучшую мужскую роль (Тихое сердце)
- 2020: CinEuphoria Awards — Почётная награда (Игра престолов)

## Кино и телевидение
| Год       | Название                          | Оригинальное название        | Роль                                          | Примечания |
| --------- | --------------------------------- | ---------------------------- | --------------------------------------------- | --- |
| 2009      | Убийство                          | Forbrydelsen II              | Дэвид Грюнер                                  | телесериал |
| 2010      | Семья                             | A Family                     | Питер                                         | Номинация— Премия «Бодиль» за лучшую мужскую роль второго плана Номинация— Премия «Роберт» за лучшую мужскую роль второго плана  |
| 2010      | Правительство                     | Borgen                       | Каспер Юл                                     | телесериал |
| 2010      | Заключённый R                     | R                            | Рун                                           | Премия «Бодиль» за лучшую мужскую роль Премия «Роберт» за лучшую мужскую роль Номинация— Премия «Зулу» за лучшую мужскую роль    |
| 2010      | Стукачка                          | The Whistleblower            | Бас                                           | |
| 2012      | Заложники                         | A Hijacking                  | Миккель Хартманн                              | Номинация— Премия «Бодиль» за лучшую мужскую роль Номинация— Премия «Роберт» за лучшую мужскую роль второго плана                |
| 2013      | Борджиа                           | The Borgias                  | Паоло Орсини                                  | телесериал |
| 2014      | Люси                              | Lucy                         | Ричард                                        | |
| 2014      | 1864                              | 1864                         | Дидрих                                        | телесериал |
| 2014      | Мистериум. Охотники на фазанов    | Fasandræberne                | Дитлев Прам                                   | |
| 2015      | Война                             | Krigen                       | Клаус Майкл Педерсен                          | Номинация— Премия «Бодиль» за лучшую мужскую роль                                                                                |
| 2015      | 9 апреля                          | 9. april                     | младший лейтенант Занд                        | Описывается события 1940 года, когда взвод датских велосипедистов противостоит передовым немецким войскам. см. Датская операция. |
| 2015      | Тихое сердце                      | Stille hjerte                | Дэннис                                        | Премия «Бодиль» за лучшую мужскую роль                                                                                           |
| 2016—2019 | Игра престолов                    | Game of Thrones              | Эурон Грейджой                                | телесериал |
| 2016      | Бен-Гур                           | Ben-Hur                      | Понтий Пилат                                  | |
| 2016      | Великая стена                     | The Great Wall               | Бушар                                         | |
| 2017      | Призрак в доспехах                | Ghost in the Shell           | Бато                                          | |
| 2018      | Оверлорд                          | Overlord                     | Гауптштурмфюрер Вафнер                        | |
| 2020      | Расследование                     | The investigation            | Якоб Бух-Йепсен                               | |
| 2021      | Смертельная зона                  | Outside the Wire             | Виктор Коваль, лидер пророссийских повстанцев | |
| 2022      | Анчартед: На картах не значится   | Uncharted                    | Гейдж                                         | |
| 2022      | Самаритянин                       | Samaritan                    | Сайрус                                        | |
| 2023      | Аквамен и потерянное царство      | Aquaman and the Lost Kingdom | Царь Кордакс                                  | |
| 2023      | Международная космическая станция | I.S.S.                       | Алексей Пулов                                 | |
| 2023      | Круче некуда                      | Hidden Strike                | Оуэн Пэддок                                   | |
| 2024      | Жребий                            | Salem's Lot                  | Ричард Стрейкер                               | |
| 2027      | Афера Томаса Крауна               | The Thomas Crown Affair      |                                               | |